# فنینگ اسپرینگز (فلوریدا)
فنینگ اسپرینگز (به انگلیسی: Fanning Springs) شهری در شهرستان گیل‌کرایست لوی ایالت فلوریدا است که در سال ۱۹۶۵ بنیان‌گذاری شده‌است. این شهر طبق سرشماری سال ۲۰۱۰ میلادی، ۷۶۴ نفر جمعیت داشته و مساحت آن نیز ۹٫۶ کیلومتر مربع است.